# Operation Simoom
Operation Simoom (polnisch: Operacja Samum) war eine Operation des polnischen Geheimdienstes im Irak im Jahre 1990. Der Begriff Simoom für den Namen der Operation ist der englische Name eines Wüstensturms.
Im Jahre 1990 fragte die CIA bei verbündeten Geheimdiensten in Europa nach, ob sie ihr bei der Herausschleusung von sechs im Irak sich versteckenden Agenten der CIA und DIA helfen würden, die vor dem Irak-Krieg die Bewegungen der irakischen Truppen ausspionieren sollten und nach dem Einmarsch der irakischen Truppen in Kuwait abgeschnitten waren. Großbritannien, Frankreich und Russland sagten ihre Unterstützung ab, nur Polen war zur Hilfe bereit.
Im Irak gab es Niederlassungen zahlreicher polnischer Bauunternehmen. Der polnische Geheimdienst schickte seine Agenten getarnt als Angestellte eines der Unternehmen in den Irak. Nachdem der Kontakt zu den amerikanischen Agenten hergestellt war, wurden sie mit polnischen Reisepässen ausgestattet und begleitet von ihren polnischen Kollegen von Bagdad aus in die Türkei ausgeschleust. Die polnischen Agenten retteten nicht nur ihre amerikanischen Kollegen, sondern brachten auch wichtige Fotos und Karten, auf denen irakische Stellungen verzeichnet waren, in Sicherheit.
Als Dank sagte die US-Regierung die Tilgung der Hälfte polnischer Auslandsschulden zu.

## Referenzen
- John Pomfret, Polish Agents Rescued 6 U.S. Spies From Iraq - Scotch Lubricated Escape During Gulf War, The Washington Post, 17. Januar 1995
- During Gulf War, Polish Agents Saved 6 American Spies, The New York Times, 18. Januar 1995
- John Pomfret, "Cloak and Dagger and Johnnie Walker Red", Washington Post National Weekly Edition, 23.–29. Januar 1995, 15–16. Zusammenfassung